# Penna San Giovanni
Penna San Giovanni is een gemeente in de Italiaanse provincie Macerata (regio Marche) en telt 1239 inwoners (31-12-2004). De oppervlakte bedraagt 28,2 km², de bevolkingsdichtheid is 44 inwoners per km². De gemeente ligt aan de Tennacola, een zijrivier van de Tenna. Penna en aangrenzende gemeenten liggen in de Sibbillijnse Bergen (Monti Sibillini) een bergmassief dat behoort tot de Apennijnen.
Het dorp is waarschijnlijk de geboorteplaats van Giovanni della Penna (circa 1200 – circa 1270), een van de eerste aanhangers van Franciscus van Assisi. Archeologische vondsten wijzen op een Romeinse nederzetting. Penna ligt op een heuveltop. Er zijn een half dozijn kerkjes en een klein theater uit het begin van de 18e eeuw, het Teatro Flora.

## Demografie
Het dorp kent een sterke ontvolking. In 1951 waren er nog 3.400 inwoners, dus meer dan het dubbel van het huidig aantal. Penna San Giovanni telt ongeveer 492 huishoudens. Het aantal inwoners daalde in de periode 1991-2001 met 5,4% volgens cijfers uit de tienjaarlijkse volkstellingen van ISTAT.
| Jaar | Inwoneraantal |
| ---- | ------------- |
| 1991 | 1376          |
| 2001 | 1302          |

## Geografie
Penna San Giovanni grenst aan de volgende gemeenten: Amandola (AP), Falerone (AP), Gualdo, Monte San Martino, Sant'Angelo in Pontano, Servigliano (AP).
Acquacanina · Apiro · Appignano · Belforte del Chienti · Bolognola · Caldarola · Camerino · Camporotondo di Fiastrone · Castelraimondo · Castelsantangelo sul Nera · Cessapalombo · Cingoli · Civitanova Marche · Colmurano · Corridonia · Esanatoglia · Fiastra · Fiuminata · Gagliole · Gualdo · Loro Piceno · Macerata · Matelica · Mogliano · Monte Cavallo · Monte San Giusto · Monte San Martino · Montecassiano · Montecosaro · Montefano · Montelupone · Morrovalle · Muccia · Penna San Giovanni · Petriolo · Pieve Torina · Pioraco · Poggio San Vicino · Pollenza · Porto Recanati · Potenza Picena · Recanati · Ripe San Ginesio · San Ginesio · San Severino Marche · Sant'Angelo in Pontano · Sarnano · Sefro · Serrapetrona · Serravalle di Chienti · Tolentino · Treia · Urbisaglia · Ussita · Valfornace · Visso
1. ↑  https://demo.istat.it/?l=it.